# Étienne Sonck
Étienne Sonck (* 27. Februar 1946 in Herzele) ist ein ehemaliger belgischer Radrennfahrer.

## Sportliche Laufbahn
Sonck war im Straßenradsport aktiv. 1966 siegte er in der Militärmeisterschaft im Straßenrennen. Von 1967 bis 1972 war er Berufsfahrer in den Radsportteams Goldor-Hercka und Hertekamp. Er gewann die Eintagesrennen Omloop der Vlaamse Gewesten und den Grote Prijs Beeckman-De Caluwé 1968 sowie De Kustpijl 1969. Dazu kamen einige Siege in belgischen Kriterien.
Zweiter wurde er im Le Samyn 1971 und im Memorial Fred De Bruyne sowie im Grand Prix Marcel Kint 1972. Dritter wurde Sonck bei Brüssel–Ingooigem 1969 und im GP Frans Melckenbeeck 1972. 
Die Vuelta a España fuhr Sonck zweimal. 1968 und 1969 kam er nicht ins Ziel.